# アンゲリカ酸
アンゲリカ酸（アンゲリカさん、Angelic acid）、アンゼリカ酸は不飽和カルボン酸の一種である。IUPAC名は (Z)-2-メチルブタ-2-エン酸 (Z)-2-methylbut-2-enoic acid。セイヨウトウキ（アンゼリカ、学名 Angelica archangelica）の根から、ルートヴィヒ・ブフナー (Ludwig Andreas Buchner) によって1842年に発見された。そのほかセリ科の植物などに含まれる。
カルボキシル基の隣に炭素-炭素二重結合を持ち、チグリン酸のシス・トランス異性体である。揮発性がある無色の結晶で、刺激性のある酸味とにおいを持つ。以前は鎮静剤として用いられていた。